# Kelci Bryant
Kelci Bryant, född den 15 januari 1989 i Springfield, Illinois, är en amerikansk simhoppare.
Hon tog OS-silver i synkroniserade svikthopp i samband med de olympiska simhoppstävlingarna 2012 i London.